# Madognana
Madognana è una frazione del comune italiano di Alto Reno Terme, in provincia di Bologna, posto sull'Appennino tosco-emiliano, e che sovrasta il centro termale di Porretta Terme.
È un piccolo abitato tardo cinquecentesco, come attesta il primo documento, del 1205, che menziona la località, atto nel quale sono esplicitamente nominati per la prima volta i Bagni della Porretta. Il documento, conservato all'Archivio di Stato di Bologna (Comune governo, Registro Grosso, vo. I, cc. 168r-v.) è il giuramento di fedeltà al Comune di Bologna, prestato dai consoli di Succida, l'odierna Capanne, assieme ad alcuni altri abitanti dello stesso borgo e di Riolo, un abitato scomparso, situato un poco a valle di Lustrola. Il giuramento venne prestato «in silva Matognana que est supra montem balnei de Porecta».
La cappella che si trova nella piazzetta principale di Madognana è stata affrescata dal pittore ungherese Ádám Kisléghi-Nagy.
Attualmente il borgo è abitato tutto l'anno da poche famiglie, ma si anima durante i mesi estivi quando tutti i proprietari delle case tramandate di generazione in generazione, tornano per le vacanze.